# Still Crazy : De retour pour mettre le feu
Pour plus de détails, voir Fiche technique et Distribution.
Still Crazy : De retour pour mettre le feu (Still Crazy) est un film britannique de Brian Gibson sorti en 1998.

## Synopsis
Strange Fruit, un groupe de rock qui a eu son heure de gloire au cours des années 1970, se reforme vingt ans plus tard pour une nouvelle tournée que tout le monde espère triomphale.

## Fiche technique
- Titre : Still Crazy : De retour pour mettre le feu
- Titre original : Still Crazy
- Réalisateur : Brian Gibson
- Scénario : Dick Clement et Ian La Frenais (en)
- Musique : Clive Langer
- Photographie : Ashley Rowe
- Montage : Peter Boyle
- Costumes : Caroline Harris
- Décors : Max Gottlieb
- Production : Amanda Marmot
- Société de production : Columbia Pictures et Marmot Tandy Productions
- Genre : Comédie dramatique et film musical
- Durée : 95 minutes
- Dates de sortie : 
  - Royaume-Uni : 30 octobre 1998
  - France : 2 juin 1999

## Distribution
- Stephen Rea (VF : Vincent Grass) : Tony Costello (le claviériste)
- Billy Connolly (VF : Sylvain Lemarie) : Hughie (le roadie)
- Jimmy Nail (VF : Bruno Carna) : Les Wickes (le bassiste)
- Timothy Spall (VF : Jean-Claude Sachot) : Beano Baggot (le batteur)
- Bill Nighy (VF : Bernard Tiphaine) : Ray Simms (le chanteur)
- Juliet Aubrey (VF : Brigitte Berges) : Karen Knowles
- Bruce Robinson : Brian Lovell (le guitariste du début)
- Hans Matheson : Luke Shand (le nouveau guitariste)
- Helena Bergström : Astrid Simms